# 新社花海

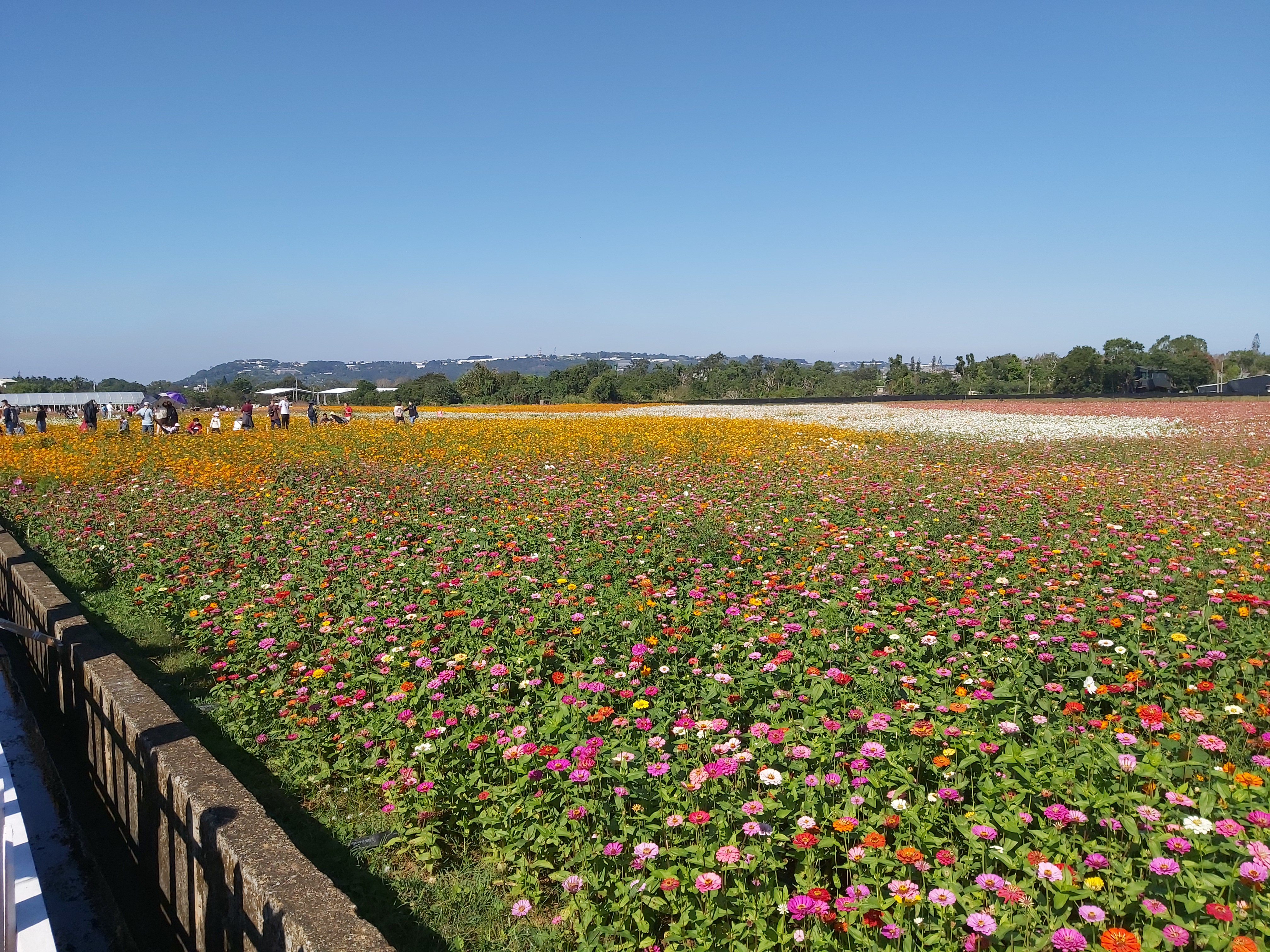
2024年11月時的臺中新社花海

新社花海是台灣中部地區一座花卉景點區，位於台中市新社區境內，為農委會種苗改良繁殖場經營第二苗圃。苗圃設立於1915年，是屬於日治時期遺留的靜態產物，原初設立大南庄蔗苗養成所乃種植蔗苗，以試驗並改良蔗苗加以繁殖之用。新社花海地處於新社河階群大南河階，日治時期是種植甘蔗為主的農作物，仰賴於白冷圳自大甲溪截取水源灌溉，造就現今大南庄花海苗圃。

## 現況

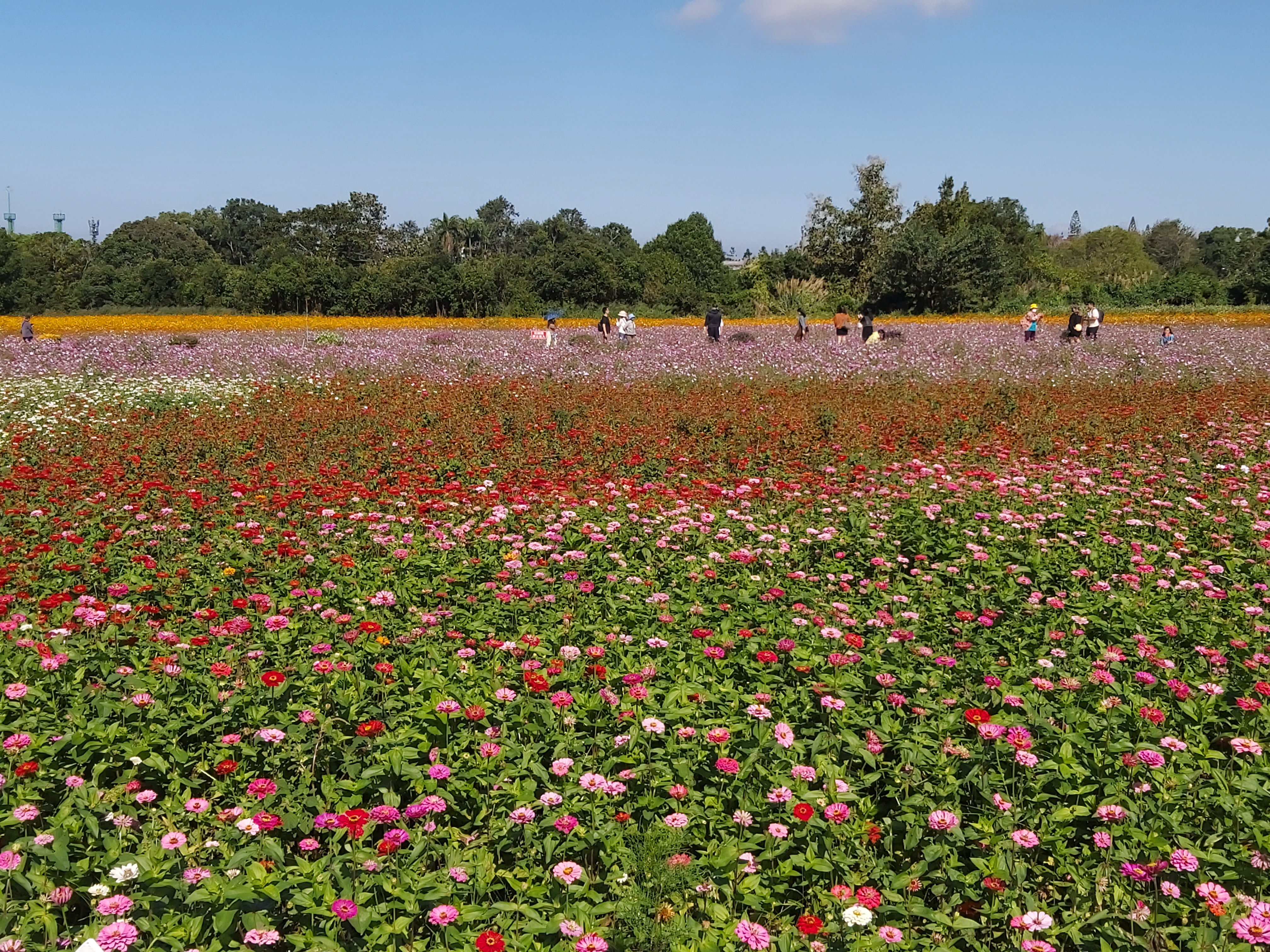
新社花海盛況

2005年改良場選擇第二苗圃開始大量種植，將60公頃撥劃出30公頃種植花海，苗圃種植花卉有薰衣草、鼠尾草、波斯菊、向日葵、一串紅、醉蝶花、四季秋海棠等花種；2010年臺中縣市合併後的隔年，原臺中市 (省轄市)舉辦的臺中國際花毯節亦移往新社與花海節合辦，至2012年及2013年舉辦「新社花海節」活動已吸引國內外人潮的觀光商機。
2018新社花海參與單位有行政院農業委員會林務局東勢林區管理處、行政院農業委員會水土保持局台中分局、金門縣政府、臺中市新社區農會、臺中市東勢區農會、臺中市太平區農會、臺中市和平區農會、金門縣農會與台灣仙履蘭協會等單位，更結合臺中市在第五個商圈、八大休閒農業區與十個社區的參與，落實公民參與目標，將長年經營的新社花海品牌效益導向休閒農業區，並將成果落實於在地社區，營造臺中山城地區成為臺三線南端入口重要的旅遊起點，進一步促進地方產業永續發展。

## 交通
聯外道路
- 縣道129號：向北可往台3線至東勢與豐原，並透過國道四號接上國道一號與國道三號；向南可分歧接往台21線可聯絡中橫公路、埔里地區，台8線可聯絡谷關地區[11]。
- 東山路：通往臺中市區，過去花海期間交通流量與道路設計無法應付車潮，容易造成交通壅塞[12]，2017年起東山路拓寬工程完工，解決從市區通往新社道路壅塞的問題[13]。

臺中市市區公車
- 通往新社、東勢：264、265、270、271、272、275、276、277
- 通往北屯、臺中車站：21、270、271、276、277
- 通往石岡、豐原車站、神岡：91

接駁車
因應花海期間假日人潮眾多，為避免造成花海周邊道路壅塞，臺中市政府在2018新社花海舉辦假日期間，在東勢河濱公園、新社復盛公園及新社區公所設有接駁車站點供遊客前往花海現場。

## 相片集

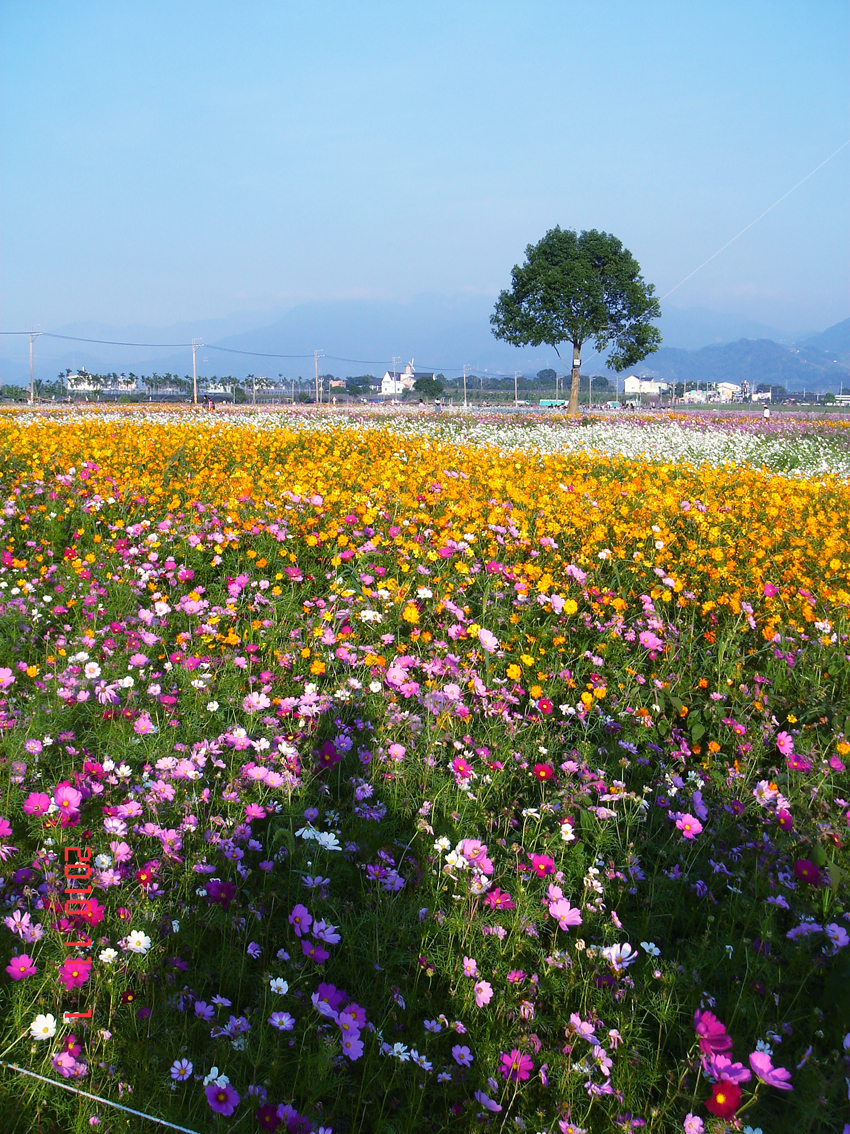
2010年的花海
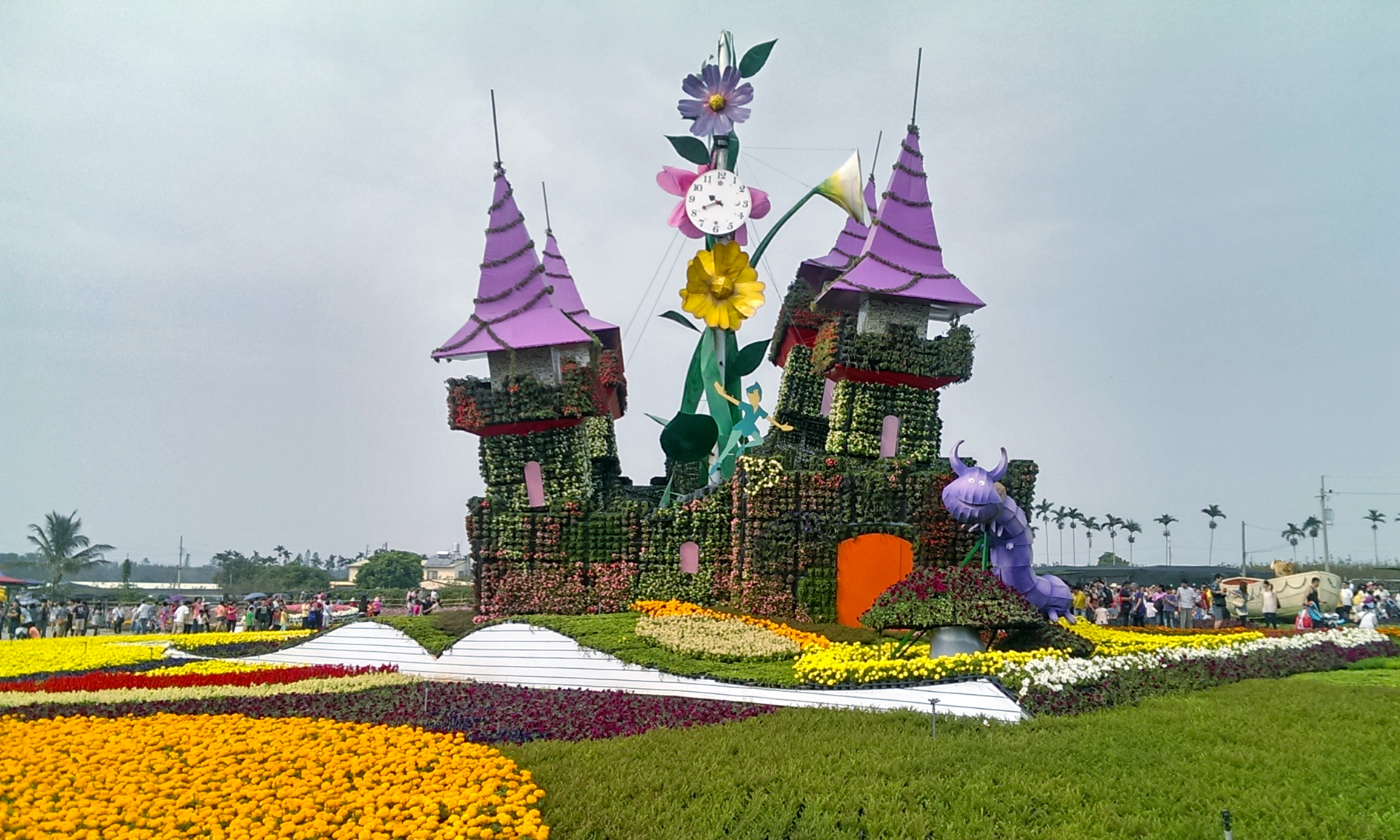
2013年的愛遊花境主題區
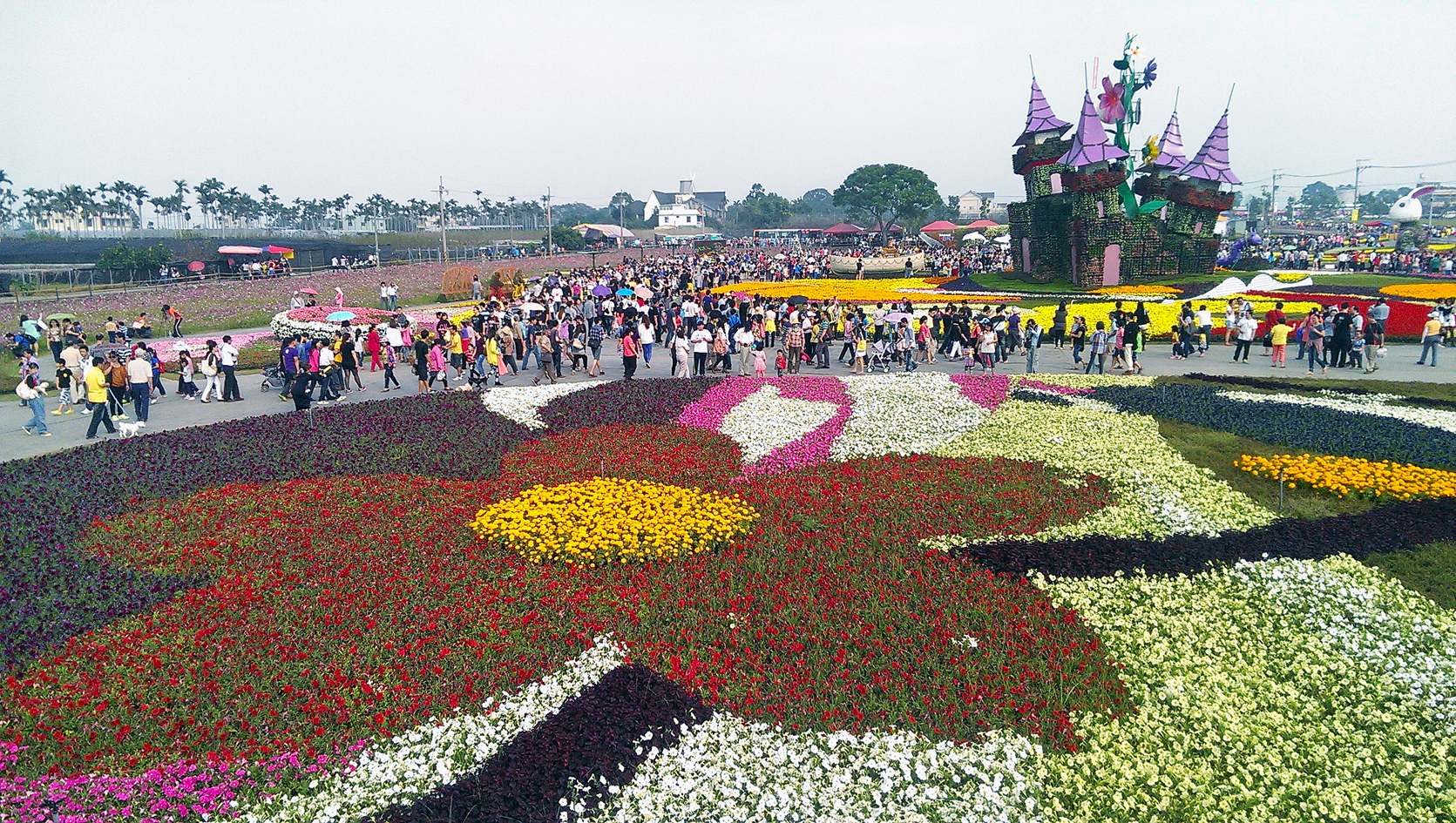
2013年的花毯一景
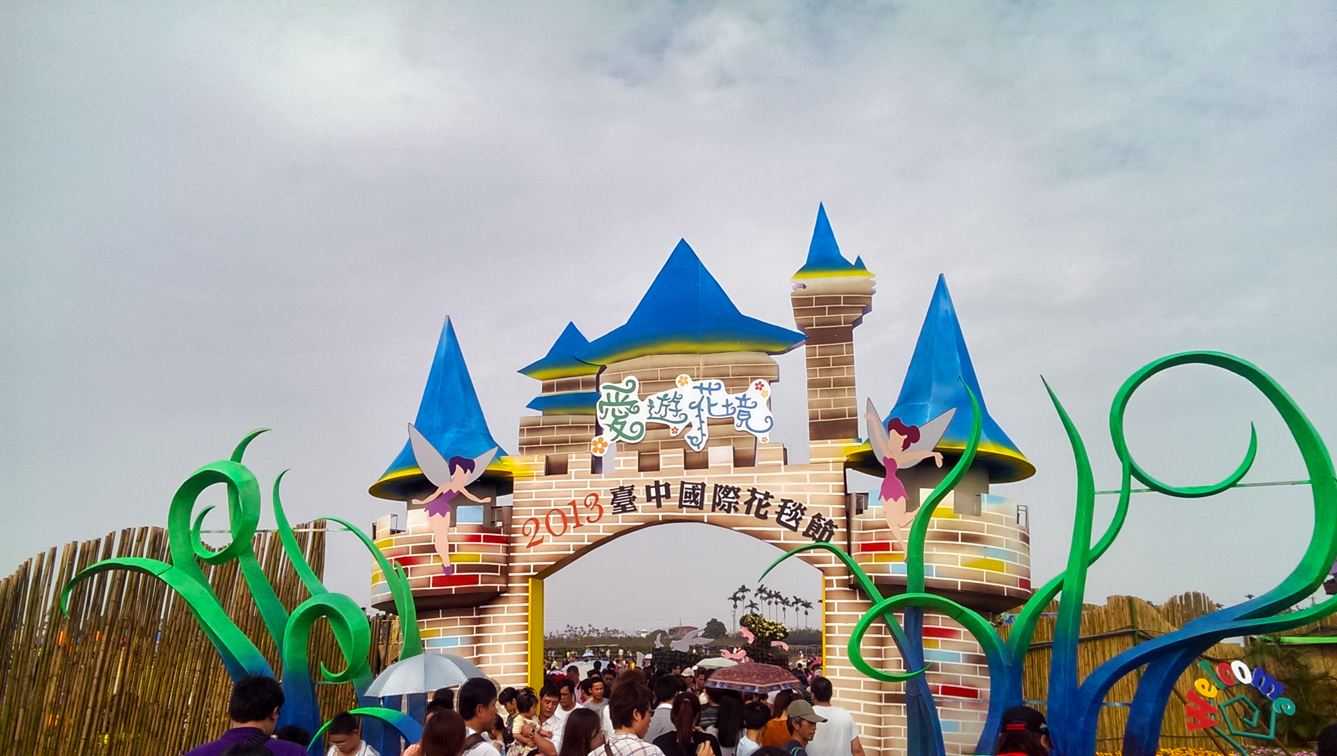
2013年的臺中國際花毯節
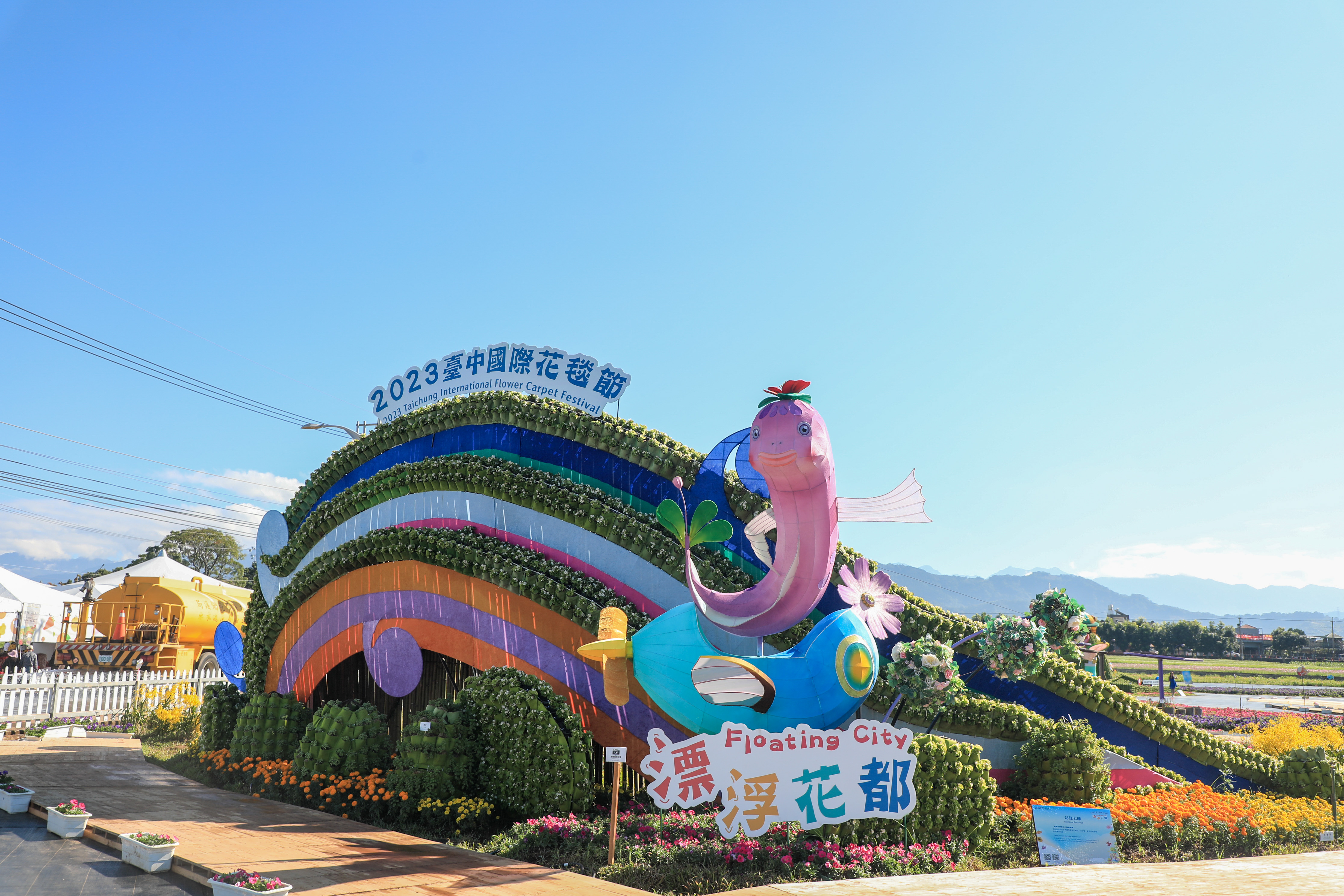
2023台中國際花毯節
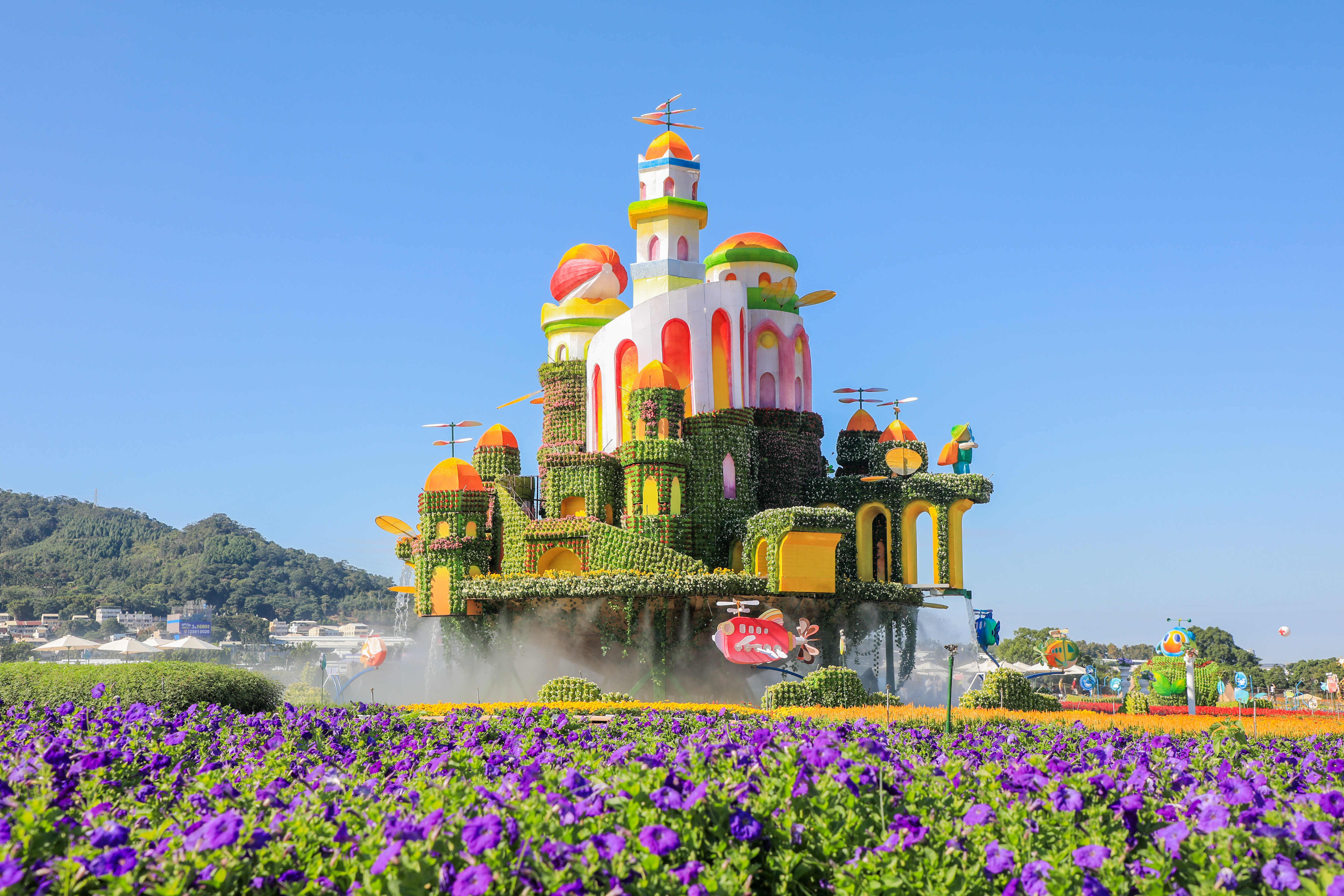
2023年漂浮於空中的花卉城堡–漂浮花都
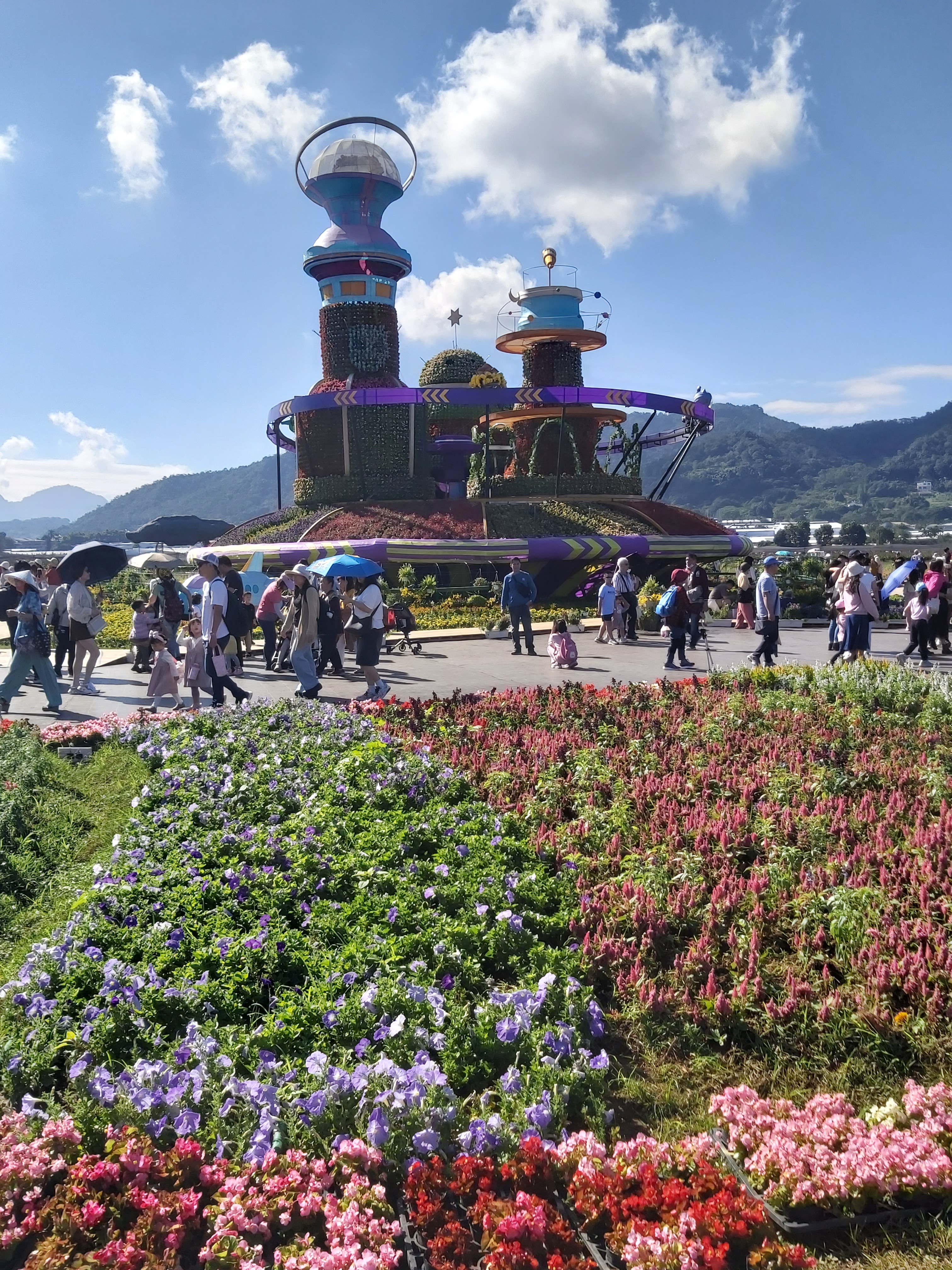
2024臺中國際花毯節
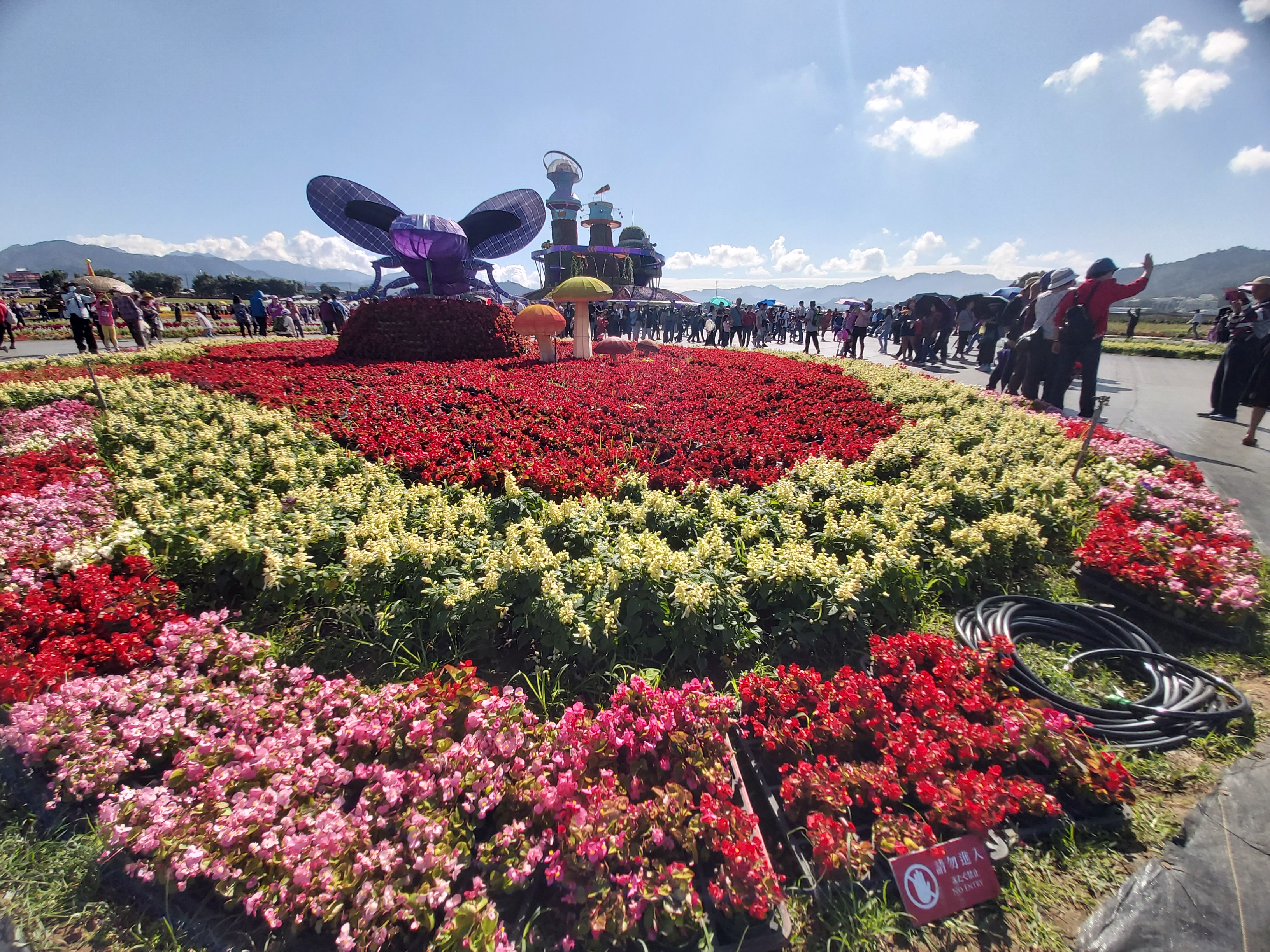
2024臺中國際花毯節
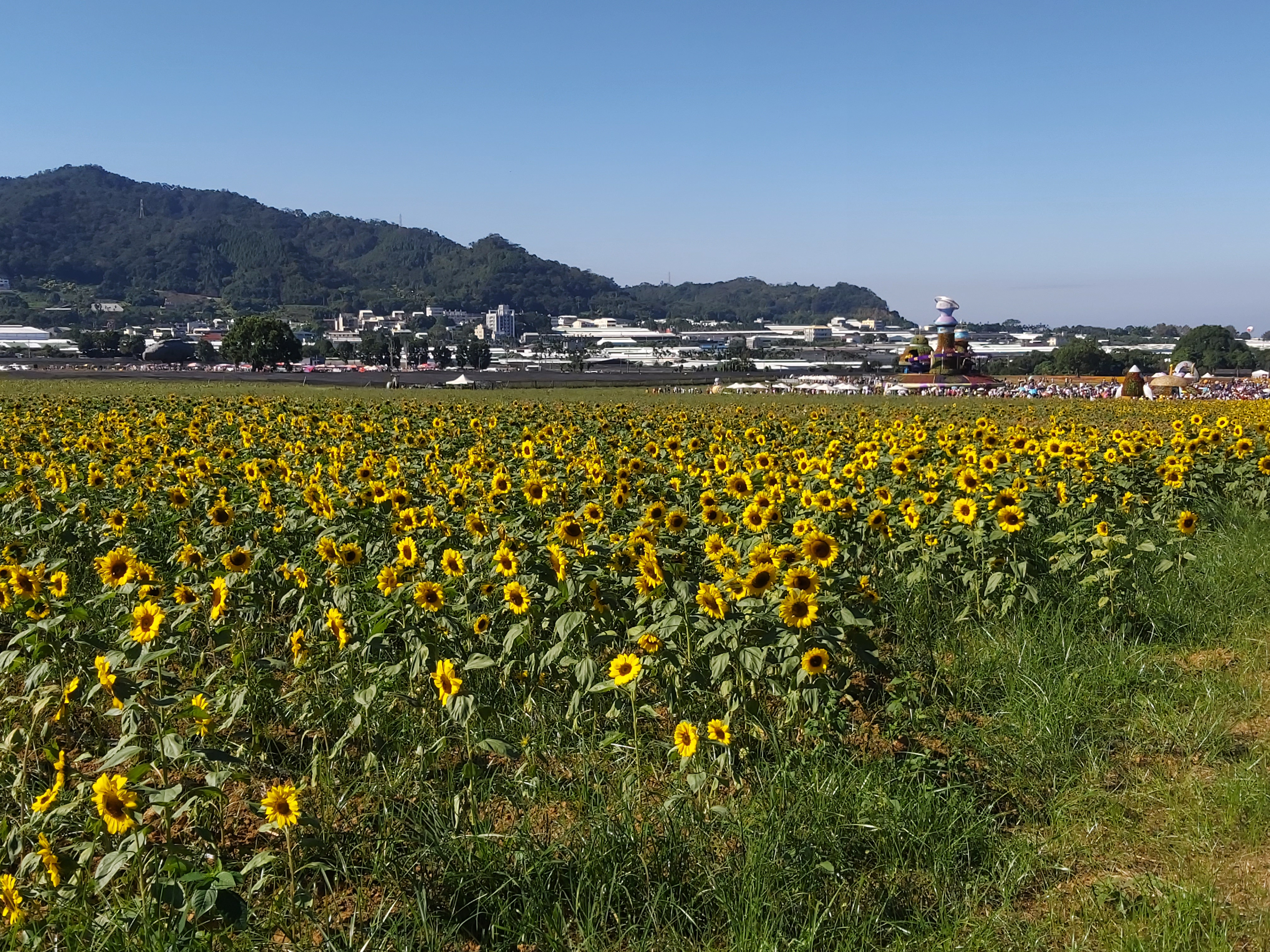
葵花田

## 外部連結
- 新社花海官方網站
- 新社花海臉書官方粉絲專業
- 新社區公所 - 新社花海
- 行政院農業委員會種苗改良繁殖場(簡稱種苗場) （页面存档备份，存于）